# Astylopsis perplexa
Astylopsis perplexa là một loài bọ cánh cứng trong họ Cerambycidae.